# Gonçalo Paciência
Gonçalo Mendes Paciência (* 1. August 1994 in Porto) ist ein portugiesischer Fußballspieler. Der Stürmer und zweimalige A-Nationalspieler steht bei Sport Recife unter Vertrag.

## Karriere

### Vereine
Paciência ist der Sohn des 34-maligen portugiesischen Fußballnationalspielers Domingos Paciência. Er wurde in Porto geboren und spielte seit dem achten Lebensjahr für die Jugendmannschaften des FC Porto. Am 12. Januar 2014 gab er sein Profidebüt, als er für die Reserveauswahl des Vereins beim 2:0-Sieg gegen den Portimonense SC in der Segunda Liga auflief. Sein Debüt im Profiteam erfolgte am 21. Januar 2015 im Rahmen eines Ligapokalspiels gegen Sporting Braga. Um regelmäßig in der Primeira Liga zum Einsatz zu kommen, wechselte Paciência zur Saison 2015/16 auf Leihbasis zu Académica de Coimbra. Später folgten weitere Leihgeschäfte zu Olympiakos Piräus, dem Rio Ave FC sowie zu Vitória Setúbal. Die Rückrunde der Saison 2017/18 spielte Paciência wieder bei seinem Stammverein in Porto und gewann mit diesem die portugiesische Meisterschaft.
Zur Spielzeit 2018/19 wechselte Paciência zum Bundesligisten Eintracht Frankfurt. Sein Vertrag galt bis zum 30. Juni 2022. Am 18. August 2018 erzielte er bei der 1:2-Niederlage im DFB-Pokalspiel gegen den SSV Ulm 1846 bei seinem ersten Pflichtspiel sein erstes Tor für die Frankfurter. Wegen eines Meniskusrisses im linken Knie kam er in der Hinrunde zu keinem weiteren Einsatz. Sein Bundesliga-Debüt gab Paciência am 17. Februar 2019 beim 1:1 im Heimspiel gegen Borussia Mönchengladbach. Am 2. März 2019 erzielte er mit dem Tor zum 3:2-Endstand in der Nachspielzeit gegen die TSG 1899 Hoffenheim sein erstes Bundesliga-Tor für die Eintracht. Im Januar 2020 verlängerte er seinen Vertrag in Frankfurt bis 2023.
Zur Spielzeit 2020/21 wurde Paciência für ein Jahr mit Kaufoption an den Ligakonkurrenten FC Schalke 04 verliehen. In 16 Pflichtspielen erzielte er ein Tor und stieg mit Schalke in die 2. Bundesliga ab, die Kaufoption blieb dadurch ungenutzt und der Stürmer kehrte zur Eintracht zurück. Unter Frankfurts neuem Trainer Oliver Glasner kam er in der Saison 2021/22 nicht über die Rolle des Reservespielers hinaus und erzielte in insgesamt 25 Einsätzen 5 Tore, wobei er 5-mal in der Startelf stand. Am 18. Mai 2022 gewann er mit seiner Mannschaft, in der er als Stimmungsmacher galt, das Finale der Europa League gegen die Glasgow Rangers.
Anfang August 2022 wechselte der Portugiese zum spanischen Erstligisten Celta Vigo. 
Anfang September 2023 erfolgte sein leihweiser Wechsel zum VfL Bochum. Nach der Saison 2023/24 musste der VfL in die Relegation gegen Fortuna Düsseldorf und verlor das Hinspiel im heimischen Stadion mit 0:3. Paciência wurde dabei in der 72. Minute eingewechselt.
Im Rückspiel auswärts konnte der VfL mit einem 3:0 in der regulären Spielzeit das Elfmeterschießen erzwingen. Paciência wurde dabei zu Beginn der Verlängerung eingewechselt und verwandelte den ersten Elfmeter für den VfL. Der VfL gewann das Elfmeterschießen mit 6:5 und hielt die Klasse. Im Anschluss an die Saison endete die VfL-Leihe und Paciência kehrte zu seinem Stammverein Celta Vigo zurück. Anfang September 2024 wechselte er zum japanischen Erstligisten Sanfrecce Hiroshima. Im Januar 2025 zog es ihn weiter nach Brasilien zu Sport Recife, dort unterschrieb er einen Vertrag bis 2026.

### Nationalmannschaft
Paciência bestritt über 50 Länderspiele für Portugals Nachwuchsnationalteams. Mit der U21-Auswahl nahm er an der U21-Europameisterschaft 2015 teil, bei der er dreimal als Einwechselspieler zum Einsatz kam und das Finale erreichte. 2016 stand Paciência im portugiesischen Aufgebot bei den Olympischen Spielen in Rio de Janeiro. Am 14. November 2017 debütierte Paciência im Rahmen eines Freundschaftsspiels gegen die USA in der A-Nationalmannschaft. Anschließend wurde er rund zwei Jahre nicht berufen, ehe er Mitte November 2019 erneut für zwei EM-Qualifikationsspiele berücksichtigt wurde. Dort erzielte er beim 6:0-Sieg gegen Litauen seinen ersten Treffer für die A-Nationalmannschaft.

## Erfolge
Portugal U21
- Vize-U21-Europameister: 2015

FC Porto
- Portugiesischer Meister: 2018

Eintracht Frankfurt
- Europa-League-Sieger: 2022